# Луизи, Фабио
Фабио Луизи (итал. Fabio Luisi; 17 января 1959, Генуя) — итальянский дирижёр.

## Биография
Фабио Луизи получил музыкальное образование в консерватории имени Никколо Паганини в Генуе по классу фортепиано Меми Скьявина. После окончания консерватории он продолжил своё обучение как пианист у Альдо Чикколини и как дирижёр у Антонио Баккелли. Затем он продолжил обучение дирижированию у Милана Хорвата в музыкальном университете Граца, параллельно работая пианистом-аккомпаниатором.
Его дебют в качестве дирижёра состоялся в 1984 году в оперном театре Граца. С 1990 по 1995 год Луизи руководил симфоническим оркестром в Граце, с 1995 по 2000 был художественным руководителем венского Тонкюнстлероркестра. С 1996 по 1999 был одним из трёх главных дирижёров (вместе с Марчелло Виотти и Манфредом Хонеком), а с 1999 по 2007 — единственным главным дирижёром оркестра Центрально-германского радио. С 1997 по 2002 — главный дирижёр оркестра романской Швейцарии, с 2005 по 2013 — Венского симфонического оркестра, с 2007 по 2010 — Саксонской государственной капеллы и оперы Земпера. В 2010 года стал главным приглашённым дирижёром нью-йоркского Метрополитен-опера, сменив на это посту Валерия Гергиева, а годом позже получил должность главного дирижёра этого театра, которую занимал до 2017 года. В 2012—2021 музыкальный руководитель Цюрихского оперного театра. С 2017 года — главный дирижёр Симфонического оркестра Датского радио, с 2021 года — Далласского симфонического оркестра.
Фабио Луизи наиболее известен как интерпретатор опер Верди, а также музыки позднего немецкого романтизма, в частности Малера, Брукнера, Вагнера и Штрауса. В 2013 году Луизи стал обладателем премии «Грэмми» в номинации «Лучшая оперная запись» за запись двух опер из вагнеровской тетралогии «Кольцо нибелунга» с труппой Метрополитен-опера.

## Награды
- Австрийский почётный знак «За науку и искусство» (2002)
- Офицер ордена «За заслуги перед Итальянской Республикой» (2006)
- Командор Звезды итальянской солидарности (2007)